# Cochlostoma sardoum
Cochlostoma sardoum is een slakkensoort uit de familie van de Megalomastomatidae. De wetenschappelijke naam van de soort is voor het eerst geldig gepubliceerd in 1890 door Westerlund.